# Saison
Saison (lub Gave de Mauléon) – rzeka we Francji, przepływająca przez teren departamentu Pireneje Atlantyckie, o długości 54 km. Stanowi dopływ rzeki Gave d’Oloron.